# Burhan Kesici
Burhan Kesici (* 1972 in Berlin) ist ein deutscher Islamfunktionär. Er ist seit 2015 Vorsitzender des Islamrates für die Bundesrepublik Deutschland und war vorher in verschiedenen Funktionen bei der Islamischen Föderation Berlin. Kesici ist Mitglied in dem von der Landesregierung berufenen Beirat für islamischen Religionsunterricht in NRW. Der  Koordinierungsrat der Muslime (KRM) schlug ihn als Mitglied des Beirats für den Studiengang islamische Theologie an der Uni Münster vor. Dieser Vorschlag wurde jedoch, nach einer Intervention des Bundesbildungsministeriums, von der Leitung der Münsteraner Hochschule abgelehnt.

## Leben
Kesici wuchs in einem gemäßigt religiösen Elternhaus in Berlin-Spandau auf. Auf einer Pilgerfahrt  wurde er zu einem religiösen Leben überzeugt.
Kesici schrieb 1996, während seines Studiums der Politikwissenschaften am Otto-Suhr-Institut der Freien Universität Berlin, eine Hausarbeit, in der er u. a. gegen das explizit nicht genannte Säkularprinzip der westlich-demokratischen Gesellschaften die voraufgeklärte islamische Einheit von Staat und Religion betont: „Der Islam sieht eine Einheit zwischen Staat und Religion vor. Sie sind voneinander nicht zu trennen. Meine Analyse hat mir gezeigt, daß in diesem Punkt alle Muslime sich einig sind. … Es müssen Personen vorhanden sein, die eine islamische Ordnung haben wollen und darauf hinarbeiten. Wenn sie den Islam leben, dann können sie auch einen islamischen Einfluß auf die Gesellschaft ausüben, wovon der Staat auch betroffen sein wird“.
Kesici wurde nach seinem Studium Mitglied der Islamischen Föderation Berlin. Er selbst bezeichnet sich als „konservativ“.